# Austroscyphus iwatsukii
Austroscyphus iwatsukii là một loài rêu trong họ Balantiopsaceae. Loài này được N. Kitag. R.M. Schust. mô tả khoa học đầu tiên năm 1985.